# Jorge II de Georgia
Jorge II (en georgiano: გიორგი II: Giorgi II) (c. 1054-1112), de la dinastía Bagrationi, fue rey de Georgia de 1072 a 1089. Era hijo  y sucesor de Bagrat IV y su mujer Borena de Alania. Incapaz de tratar eficazmente con los constantes ataques Selyúcidas y abrumado por problemas internos en su reino, Jorge se vio forzado para abdicar a favor de su enérgico hijo David IV, con quien se mantuvo como cogobernante nominal hasta su muerte en 1112. También ostentó los títulos altos títulos bizantinos de curopalates (c. 1060) y caesar (c. 1081).

## Comienzos del reinado
La niñez de Jorge coincidido con la guerra civil entre su padre, Bagrat IV (r. 1027-1072), y el rebelde noble Liparit, que consiguió expulsar temporalmente a Bagrat al Imperio bizantino, y coronó a Jorge como rey en la Catedral de Ruisi entre 1050 y 1053, bajo la regencia de la hermana de Bagrat, Gurandukht. De hecho, Liparit se convirtió en señor de casi la mitad del reino de Georgia y la más poderosa dinastía. Hacia 1060, Bagrat IV había logrado asegurar el trono y Jorge fue nombrado heredero aparente, recibiendo el título de curopalates del emperador bizantino. En 1070, el príncipe Jorge, al frente de un combinado georgiano-alano, derrotó decisivamente al emir shaddádida de Arran, Fadl II, y asoló sus posesiones en Ganyá.

## Invasiones selyúcidas

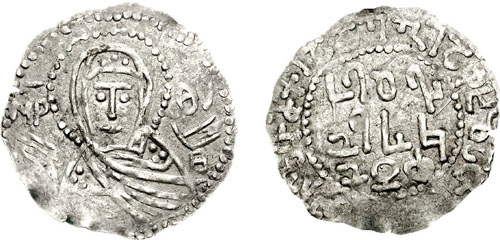
Moneda de Jorge II, 1081–1089

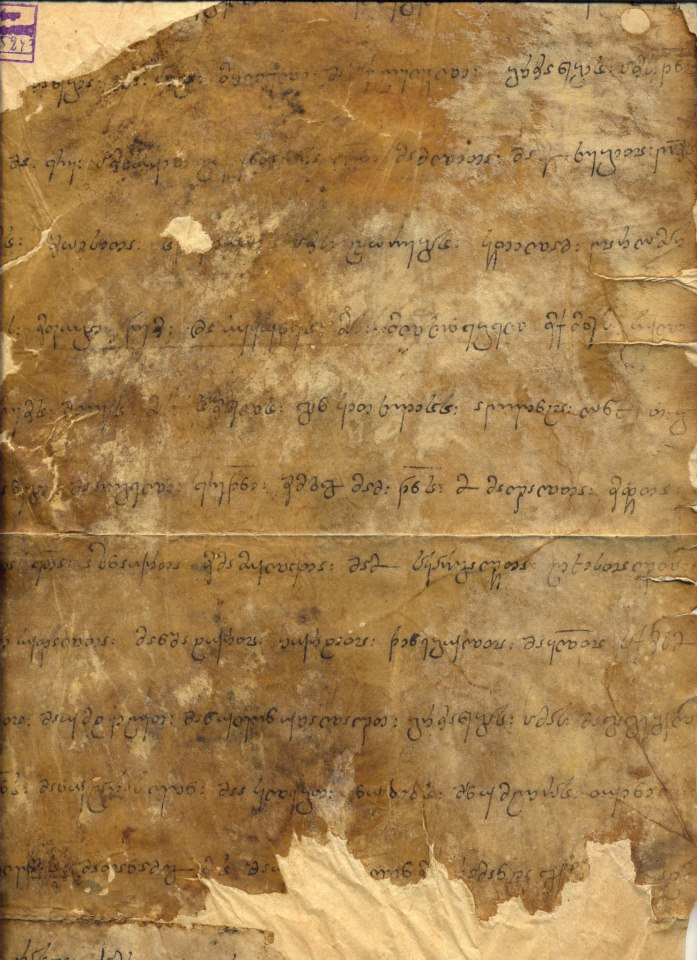
Diploma de Jorge II de Georgia

Jorge sucedió a su padre como Rey de Georgia a la muerte del mismo en 1072 y recibió el título de nobilissimus y más tarde de sebastos del emperador bizantino. Un año más tarde, afrontó una gran revuelta aristocrática dirigida por Niania Kvabulis-dze, Ivane Liparitis-dze, y Vardan de Svaneti. Aunque victorioso, el rey tuvo que comprar la lealtad de los rebeldes concediéndoles grandes territorios. Pronto, Georgia fue atacada otra vez por los Selyúcidas, un pueblo túrquico nómada, que resultaría ser una importante amenaza para el reinado de Jorge II. Tras la devastación en 1073 de Kartli (Georgia central) por parte del sultán Alp Arslan, Jorge rechazó con éxito una invasión mandada por un general turco bajo órdenes de sultán a cargo del Caucaso. El rey también aseguró la devolución formal de Tao Superior /Tayk (Thema de Iberia), una región fronteriza que había sido objeto de discusión entre Georgia y el Imperio bizantino a comienzos del siglo XI, por el gobernador bizantino, Gregorio Pacoriano, que empezó a evacuar la región poco después del desastre causado en 1071 por los selyúcidas sobre ejército bizantino en Manzikert. En esta ocasión, George fue investido con el título bizantino de caesar, recibió la fortaleza de Kars y fue puesto al frente de los límites orientales del imperio. Esto no ayudó a detener el avance selyúcida. En 1076, el sultán selyúcida Malik Shah I entró en Georgia y redujo muchos poblamientos a ruinas. Acosado por la presión túrquica, conocida en la historia georgiana como didi turkoba, o la Gran Invasión turca, de 1079/80 en adelante, Jorge tuvo que someterse a Malik-Shah para asegurar la paz y entregar un tributo anual. Jorge II prestó incluso apoyo militar a la campaña selyúcida para anexionarse el reino oriental de Kajetia, que había resistido durante mucho tiempo los intentos de anexión bagrátidas. Sin embargo, cansado de asediar el baluarte kajetio de Vezhini, Jorge abandonó la campaña al comenzar las nevadas, y se dirigió a los bosques de Ajameti para aliviar su decepción con la caza. Los auxiliares selýucidas levantaron el asedio y saquearon el fértil valle de Iori en Kajetia. Aghsartan I, rey de Kajetia, se sometió al sultán y en prueba de lealtad abrazó el Islam, obteniendo así la protección selyúcida contra las aspiraciones de Georgia.

## Deposición
El carácter inconstante de Jorge II y su incompetencia política, junto con el yugo selýucida llevó al reino de Georgia a una profunda crisis que llegó a su apogeo con el desastroso terremoto que golpeó Georgia en 1088. En 1089, Jorge entregó la corona a su hijo de dieciséis años, el enérgico David. Este intercambio está envuelto en el misterio y es mencionado sólo de pasada en las crónicas georgianas. Todo lo que sabemos es que Jorge coronó a su hijo como rey con sus propias manos, tras lo que desaparece de las crónicas. Posiblemente, fue forzado por su nobles, en un golpe de Estado planeado por el poderoso ministro Obispo Giorgi Chkondideli, para que abdicara en favor de David. Jorge es mencionado en oraciones datadas en 1203 como "rey de reyes, y caesar de todo el Este y el Oeste", sugiriendo que aún estaba vivo y había recibido algunos títulos de su hijo reinante, aunque sin ejercer poder real.